# I-164 (tàu ngầm Nhật)
I-64 là một tàu ngầm tuần dương  Lớp Kaidai thuộc phân lớp Kaidai IV nhập biên chế cùng Hải quân Đế quốc Nhật Bản vào năm 1930. Nó đã phục vụ trong Chiến tranh Thế giới thứ hai, hỗ trợ cho Chiến dịch Malaya cũng như tuần tra trong Ấn Độ Dương cho đến khi bị tàu ngầm Hoa Kỳ USS Triton đánh chìm vào tháng 5, 1942 trong lúc được phái đi tham gia trận Midway. Con tàu được đổi tên thành I-164 trước khi được chính thức công nhận đã bị mất trong chiến đấu.

## Thiết kế và chế tạo

### Thiết kế
Phân lớp tàu ngầm Kaidai IV là phiên bản thu nhỏ của phân lớp Kaidai IIIA dẫn trước, chỉ trang bị bốn ống phóng ngư lôi trước mũi. Chúng có trọng lượng choán nước 1.635 tấn Anh (1.661 t) khi nổi và 2.300 tấn Anh (2.337 t) khi lặn, lườn tàu có chiều dài 97,7 m (320 ft 6 in), mạn tàu rộng 7,8 m (25 ft 7 in) và mớn nước sâu 4,83 m (15 ft 10 in). Con tàu có thể lặn sâu 60 m (197 ft) và có một thủy thủ đoàn đầy đủ bao gồm 58 sĩ quan và thủy thủ.
Chiếc tàu ngầm trang bị hai động cơ diesel 3.400 mã lực phanh (2.535 kW), mỗi chiếc vận hành một trục chân vịt. Khi lặn, mỗi trục được vận hành bởi một động cơ điện 900 mã lực (671 kW). Con tàu có thể đạt tốc độ tối đa 20 hải lý trên giờ (37 km/h; 23 mph) khi nổi và 8,5 hải lý trên giờ (15,7 km/h; 9,8 mph) khi lặn. Khi Kaidai IV di chuyển trên mặt nước nó đạt tầm xa hoạt động 10.800 hải lý (20.000 km; 12.400 mi) ở tốc độ 10 hải lý trên giờ (19 km/h; 12 mph), và có thể lặn xa 60 nmi (110 km; 69 mi) ở tốc độ 3 hải lý trên giờ (5,6 km/h; 3,5 mph).
Lớp Kaidai IV có tổng cộng sáu ống phóng ngư lôi 53,3 cm (21,0 in), gồm bốn ống trước mũi và hai ống phía đuôi, và mang theo tổng cộng 14 quả ngư lôi. Chúng cũng trang bị một 120 mm (4,7 in)/45 caliber trên boong tàu cùng một súng máy 7,7 mm.

### Chế tạo
I-64 được đặt lườn tại Xưởng vũ khí Hải quân Kure tại Kure vào ngày 28 tháng 3, 1927 và hạ thủy vào ngày 5 tháng 10,  1929. Con tàu hoàn tất và nhập biên chế vào ngày 30 tháng 8, 1930.

## Lịch sử hoạt động

### 1930 – 1940
Vào ngày nhập biên chế, I-64 được điều về Quân khu Hải quân Sasebo, và được phân về Đội tàu ngầm 29, đơn vị nó phục vụ cho đến năm 1942 cùng các tàu chị em I-61 và I-62. Đội tàu ngầm 29 được bố trí về Hải đội Tàu ngầm 1 trực thuộc Đệ Nhất hạm đội, thuộc thành phần Hạm đội Liên hợp, vào ngày 1 tháng 12, 1930. Đội tàu ngầm 29 được chuyển sang Đội phòng vệ Sasebo trực thuộc Quân khu Hải quân Sasebo vào ngày 10 tháng 11, 1932, rồi sang Hải đội Tàu ngầm 2 trực thuộc Đệ Nhị hạm đội, thuộc thành phần Hạm đội Liên hợp vào ngày 15 tháng 11, 1933.
Vào ngày 27 tháng 9, 1934, I-64 rời Ryojun, Mãn Châu để cùng các tàu ngầm I-56, I-57, I-58, I-61, I-62, I-65, I-66 và I-67 thực hiện chuyến đi huấn luyện ngoài khơi Thanh Đảo, Trung Quốc. Sau khi hoàn tất, cả chín chiếc tàu ngầm đều quay về Sasebo, Nhật Bản vào ngày 5 tháng 10, 1934.
Vào ngày 7 tháng 2, 1935, I-64 khởi hành từ Sasebo cùng tám tàu ngầm khác thuộc Hải đội Tàu ngầm 2: I-53, I-54, I-55, I-59, I-60, I-61, I-62 và I-63 cho chuyến đi huấn luyện tại khu vực quần đảo Kuril. Chuyến đi kết thúc khi họ đến vịnh Sukumo, Shikoku vào ngày 25 tháng 2, 1935. Chín chiếc tàu ngầm đã rời Sasebo vào ngày 29 tháng 3, 1935 để huấn luyện tại vùng biển Trung Quốc, và quay trở lại Sasebo vào ngày 4 tháng 4, 1935.
Đội tàu ngầm 29 được điều trở lại Đội phòng vệ Sasebo trực thuộc Quân khu Hải quân Sasebo vào ngày 15 tháng 11, 1935, rồi tiếp tục được điều sang Hải đội Tàu ngầm 2 trực thuộc Đệ Nhị hạm đội từ ngày 1 tháng 12, 1936 đến ngày 15 tháng 12, 1938. Sau đó Đội tàu ngầm 29 phục vụ cùng Trường tàu ngầm tại Kure từ ngày 15 tháng 12, 1938 đến ngày 15 tháng 11, 1939, khi I-64 được cho xuất biên chế và đưa về Hạm đội dự bị 3 tại Quân khu Hải quân Sasebo. Khi I-64 được cho tái biên chế trở lại vào ngày 15 tháng 11, 1940, Đội tàu ngầm 29 được điều về Hải đội Tàu ngầm 5 trực thuộc Hạm đội Liên hợp từ ngày 15 tháng 11, 1940.

### 1941 - 1942
Khi lực lượng Hải quân Nhật Bản bắt đầu được huy động để chuẩn bị cho cuộc xung đột tại Thái Bình Dương, Đội tàu ngầm 29, bao gồm I-62 và I-64, khởi hành từ Sasebo vào ngày 26 tháng 11 để hướng đến Palau cùng với phần còn lại của Hải đội Tàu ngầm 5. Trên đường đi, toàn bộ hải đội, bao gồm soái hạm là tàu tuần dương hạng nhẹ Yura và Đội tàu ngầm 30, chuyển hướng đến Samah (nay là Tam Á) trên đảo Hải Nam, Trung Quốc.

#### Chuyến tuần tra thứ nhất
I-64 khởi hành từ Samah vào ngày 5 tháng 12 cho chuyến tuần tra đầu tiên trong chiến tranh, hỗ trợ cho chiến dịch xâm chiếm Mã Lai thuộc Anh, đi đến khu vực tuần tra trong biển Đông ngoài khơi bán đảo Mã Lai. Xung đột chính thức bắt đầu vào ngày 8 tháng 12, (7 tháng 12 bên kia đường đổi ngày), khi Hải quân Nhật bất ngờ tấn công căn cứ Trân Châu Cảng của Hải quân Hoa Kỳ. Nhật Bản cũng bắt đầu xâm chiếm Malaya vào ngày hôm đó, khi I-64 hoạt động ngoài khơi Trengganu, Malaya, cùng các tàu ngầm I-57, I-58, I-62 và I-66 hình thành nên tuyến tuần tra. Nó được điều về Đơn vị Tuần tra B vào ngày 26 tháng 12, rồi kết thúc chuyến tuần tra và về đến căn cứ vịnh Cam Ranh ở Đông Dương thuộc Pháp vào ngày 27 tháng 12.

#### Chuyến tuần tra thứ hai
Trong thành phần Đơn vị Tuần tra B, I-64 có nhiệm vụ càn quét tàu bè Đồng Minh trong Ấn Độ Dương về phía Tây kinh độ 106 Đông, hoạt động từ căn cứ Penang trên bán đảo Mã Lai] vừa mới bị Nhật chiếm đóng. Nó khởi hành từ vịnh Cam Ranh vào ngày 7 tháng 1, 1942 cho chuyến tuần tra thứ hai; và vì một số lượng lớn thủy lôi đã được Hải quân Hoàng gia Anh rải trong eo biển Malacca để phòng thủ Singapore, nó phải đi đường vòng đến Ấn Độ Dương dọc bờ biển phía Nam đảo Java, Đông Ấn thuộc Hà Lan. Trong Ấn Độ Dương lúc 16 giờ 30 ngày 22 tháng 1, 1942, ở vị trí cách 550 nmi (1.020 km) về phía Tây Sibolga, Bắc Sumatra, nó phóng hai quả ngư lôi tấn công tàu buôn Hà Lan Van Overstraten (4.482 tấn), vốn đang trên đường từ Bombay (nay là Mumbai, Ấn Độ đến Oosthaven, Sumatra. Khi cả hai quả ngư lôi đều bị trượt, I-64 trồi lên mặt nước và tấn công Van Overstraten bằng hải pháo, khiến bốn thủy thủ thiệt mạng. Sau khi thủy thủ đoàn của Van Overstraten bỏ tàu và di tản bằng xuồng cứu sinh, I-64 kết liễu mục tiêu bằng một quả ngư lôi, và chiếc tàu buôn đắm tại tọa độ 01°40′B 090°13′Đ / 1,667°B 90,217°Đ; 113 người còn lại của Van Overstraten đã sống sót.
Vào ngày 28 tháng 1, I-64 trồi lên mặt nước tại eo biển Palk ở phía Bắc Ceylon (nay là Sri Lanka) lúc 11 giờ 17 phút để tấn công bằng hải pháo chiếc tàu hơi nước Anh Idar (391 tấn), vốn đang trên đường từ Madras đến Cochin, Ấn Độ. Sau khi bị trúng một quả đạn pháo, thủy thủ đoàn của Idar đã bỏ tàu lúc 11 giờ 28 phút tại tọa độ 10°12′B 080°13′Đ / 10,2°B 80,217°Đ.I-64 gửi một toán đổ lên Idar và phóng hỏa, nhưng Idar không đắm và trôi dạt vào bờ sau đó. Sang ngày hôm sau lúc 10 giờ 05 phút, trong Ấn Độ Dương tại vị trí cách 15 nmi (28 km) về phía Đông Nam Madras, I-64 phóng ngư lôi tấn công tàu chở hành khách-hàng hóa Hoa Kỳ Florence Luckenbach (5.049 tấn), vốn đang trên đường từ Madras đến New York ngang qua Cape Town, Nam Phi, và đang vận chuyển 3.400 tấn quặng Mangan. Sau khi một quả ngư lôi trúng đích làm thủng một lổ lớn bên mạn trái, thủy thủ đoàn Florence Luckenbach gồm 38 người bỏ tàu mười phút sau đó, và I-64 kết liễu Florence Luckenbach bằng một quả ngư lôi thứ hai tại tọa độ 12°55′B 080°33′Đ / 12,917°B 80,55°Đ.
Trong vịnh Bengal về phía Nam Madras vào ngày 30 tháng 1, lúc 22 giờ 33 phút, I-64 phóng ngư lôi tấn công chiếc tàu buôn Anh-Ấn Jalatarang (2.498 tấn) vốn đang trên đường vận chuyển 100 tấn hàng hóa từ Cochin, Ấn Độ đến Rangoon (nay là Yangon), Miến Điện. Sau khi quả ngư lôi đánh trúng đích, I-64 trồi lên mặt nước và kết liễu mục tiêu bằng hải pháo, đánh chìm Jalatarang tại tọa độ 12°59′B 081°00′Đ / 12,983°B 81°Đ. 38 thủy thủ của chiếc tàu buôn đã thiệt mạng, và chỉ có 11 người cuối cùng được cứu vớt. Sang ngày hôm sau, trong vịnh Bengal cách50 nmi (93 km) về phía Nam Madras, lúc 18 giờ 30 phút, nó lại phóng ngư lôi tấn công chiếc tàu buôn Anh Jalapalaka (4.215 tấn) vốn đang trên đường từ Bombay đến Rangoon, rồi trồi lên mặt nước và đánh chìm mục tiêu bằng hải pháo tại tọa độ 13°00′B 081°08′Đ / 13°B 81,133°Đ. Mười ba thủy thủ của chiếc tàu buôn đã thiệt mạng, và 54 người khác được cứu vớt. I-64 kết thúc chuyến tuần tra và quay trở về Penang vào ngày 5 tháng 2.

#### Chuyến tuần tra thứ ba
I-64 khởi hành từ Penang vào ngày 6 tháng 3 cho chuyến tuần tra thứ ba để tiếp tục càn quét tàu bè Đồng Minh trong Ấn Độ Dương. Lúc đang trên đường đi, Đội tàu ngầm 29 được giải thể vào ngày 10 tháng 3, và con tàu được điều sang Đội tàu ngầm 30 thực thuộc Hải đội Tàu ngầm 5. Trong Ấn Độ Dương tại vị trí cách 150 nmi (280 km) về phía Đông Bắc Madras, nó trồi lên mặt nước lúc 17 giờ 40 phút ngày 13 tháng 3 để tấn công bằng hải pháo tàu chở hàng Na Uy Mabella (1.513 tấn), vốn đang trên đường từ Colombo, Ceylon đến Calcutta, Ấn Độ. Sau khi bị bắn trúng 12 phát đạn pháo khiến sáu thủy thủ thiệt mạng, thủy thủ đoàn Mabella bỏ tàu, và I-64 kết liễu mục tiêu bằng hải pháo và một quả ngư lôi, khiến Mabella đắm tại tọa độ 14°00′B 081°47′Đ / 14°B 81,783°Đ. I-64 kết thúc chuyến tuần tra và quay trở về Penang vào ngày 27 tháng 3.
I-64 rời Penang vào ngày 2 tháng 4 để quay trở về Sasebo, đến nơi vào ngày 12 tháng 4. Sau khi được sửa chữa và tiếp liệu, nó khởi hành từ Sasebo vào ngày 16 tháng 5 để hướng sang Kwajalein thuộc quần đảo Marshall, và dự định sẽ tham gia hỗ trợ cho Chiến dịch MI, là kế hoạch xâm chiếm đảo Midway, trong đó Hải đội Tàu ngầm 5 tham gia vào Lực lượng Viễn chinh Tiền phương, dự kiến diễn ra vào đầu tháng 6.

#### Bị mất
Lúc 18 giờ 03 phút ngày 17 tháng 5, tàu ngầm Hoa Kỳ USS Triton (SS-201) trông thấy I-64 di chuyển trên mặt biển Thái Bình Dương ở vị trí 250 nmi (460 km) về phía Đông Nam mũi Ashizuri, Shikoku. Đến 18 giờ 17 phút, nó phóng quả ngư lôi Mark 14 cuối cùng trước mũi vào mục tiêu từ khoảng cách 6.200 yd (5.700 m). Quả ngư lôi trúng đích đã khiến I-64 nổ tung và đắm chỉ trong vòng hai phút tại tọa độ 29°25′B 134°09′Đ / 29,417°B 134,15°Đ; Triton nghe thấy thêm 42 vụ nổ nhỏ khác bắt đầu lúc 18 giờ 24 phút. Lúc 18 giờ 45 phút, hạm trưởng của Triton ước lượng có khoảng 30 người sống sót bám vào các mảnh vỡ trên mặt nước, nhưng không có ai được cứu vớt.
Không biết rằng I-64 đã bị mất, vào ngày 20 tháng 5, Hải quân Nhật Bản đổi tên nó thành I-164. Đến ngày 25 tháng 5, họ công bố con tàu đã bị mất tại Thái Bình Dương về phía Nam Shikoku, với tổn thất toàn bộ 81 thành viên thủy thủ đoàn. Tên nó được rút khỏi đăng bạ vào ngày 10 tháng 7, 1942.